# Vollhartguss
Unter Vollhartguss versteht man ein in Formstoff vergossenes, weißes Gusseisen, welches vollständig gemäß dem Eisen-Kohlenstoff-Diagramm nach dem metastabilen System erstarrt. Im Unterschied zum Kokillenhartguss zeigt dessen Gefüge nur Perlit und Ledeburitanteile.
Angewendet wird er für Gussteile mit einer relativ geringen mechanischen Beanspruchung mit dem Ziel einer maximalen Verschleißfestigkeit.

## Grundlegendes
Unter perlitischem Hartguss wird ein un- bzw. niedriglegiertes Gusseisen verstanden, dessen Gefüge aus einem M3C-Eutektikum in einer perlitischen Werkstoffmatrix besteht.
Während sich die alte DIN-Bezeichnung für Hartguss an der chemischen Zusammensetzung orientierte – mit Bezeichnungen wie etwa X300MnCr –, wird Hartguss heute nach DIN EN 12513 – mit Bezeichnungen wie etwa GJN-HV350 – durch Verwendung eines trivialen Kürzels unter Einbeziehung der Vickers-Makrohärte benannt. Die tatsächliche Makrohärte kann deutlich über der in der DIN-Bezeichnung enthaltenen Angabe liegen, wenn bei einem Kohlenstoffgehalt an der oberen Grenze (3,6 % C) der Volumenanteil an M3C aus der Schmelze (mit rund 35 %) hoch ist. Ein erhöhter Mangangehalt, Legieren mit Chrom und eine schnelle Abkühlgeschwindigkeit produzieren einen feinstreifigen, mischkristallgehärteten Perlit, der eine gute Stützwirkung für den eutektischen Zementit aufweist.
Beim „Vollhartguss“ wird perlitischer Hartguss als Vollformguss ausgeführt. Durch Gießen gegen eine in die Sandform eingelegte Metallplatte erstarrt eine speziell im Siliziumgehalt angepasste Fe-C-Schmelze infolge schneller Wärmeabfuhr weiß, was auch als „Weißerstarrung“ bezeichnet wird. Beim Vollhartguss erfolgt die Weißerstarrung über den gesamten Gussteilquerschnitt – und ist derart gewollt.
Die "verschleißfesten" Gusseisensorten mit dem Anfangskürzel „GJN-...“ gelten als „Sondergusseisen“.

## Verwendung
Im Maschinenbau werden Gussteile aus „Vollhartguss“ etwa für segmentierte Kettenrollen von Eimerkettenbaggern und -becherwerken sowie in landwirtschaftlichen Maschinen eingesetzt.